# Fluorose dentária
Fluorose dentária são manchas, em geral esbranquiçadas, que aparecem nos dentes por excesso de flúor, geralmente de forma simétrica. Geralmente acomete crianças de 0 a 12 anos em regiões onde a água é fluoretada ou possui nível de fluoreto natural maior que 4mg/L e em trabalhadores da indústria de flúor.